# Литевка, Марек
Марек Литевка (пол. Marek Litewka; 6 августа 1948, Краков — 12 января 2024) — польский актёр театра и кино.

## Биография
Марек Литевка родился 6 августа 1948 года в Кракове.
Окончил Академию театрального искусства им. С. Выспяньского (в то время — Высшая театральная школа).
Первоначально выступал в театре имени Людвика Сольского в Тарнуве (1974–1975), затем переехал в Краков, где выступал на сценах «Национального Старого Театра имени Хелены Моджеевской» (1975–2003) и Театра «Багатела» (2003–2006).
В последние годы  (2007–2016) он служил в театре STU. Его артистический репертуар насчитывает более ста театральных ролей. Он имел творческие контакты с Я. Яроцким, А. Вайдой, М. Войтышко, Я. Гжегожевским, Т. Брадецким, Ф. Байоном, К. Назаром, К. Бабицким, К. Куцем, К. Варликовским.
Он также занимался театральной режиссурой (в том числе осуществил постановки спектаклей «Чапа», «Марлена», «Старый театр», «Жизнь пана Мольера» — Театр STU). Он сотрудничал с театром «Сцена Мольера», где был единственным профессиональным актёром, выступавшим с актёрами-любителями — незрячими людьми.
Марека Литевку также можно было увидеть на большом экране в постановках самых известных польских режиссеров, среди которых: Кшиштоф Кесьлёвский («Аматор»), Кшиштоф Занусси («Контракт»), Агнешка Холланд («Экипа»), Феликс Фальк («Волна преступности»), Анджей Вайда («Дантон»).
Актёр был известен также зрителям Театра польского телевидения и слушателям передач польского радио-театра.
Марек Литевка снялся в сериалах: «Na Wspólnej», «Świat według Kiepskich», «Pierwsza miłość», «Glina».
За вклад в кино- и театральное искусство в 1975 году был награждён премией руководителя отдела культуры Воеводского управления в Кракове за роли в спектаклях «Золотой мальчик» Клиффорда Одетса и «Три сестры» Антона Чехова.
В 2004 году на XLIII Жешувских театральных встречах получил 3-е место в зрительском голосовании на лучшую мужскую роль за роль Тевье-молочника в спектакле «Скрипач на крыше» Джерри Бока и Джозефа Стайна.
Умер 12 января 2024 года. Город Краков попрощался со своим актёром в понедельник, 22 января, он был похоронен на городском кладбище Беляны. В последний путь его сопровождали семья, друзья, коллеги по сцене, а также жители Кракова. Актеру было 75 лет.

## Театральные работы
STU
- «Девичьи обеты» (реж. Кшиштоф Плюскота, 2019) в роли Яна
- «Другие радости» (реж. Артур «Барон» Венчек, 2016) — Отец Когоутека
- «Ревизор» (реж. Кшиштоф Ясиньский, 2016) — Амос Лапский-Чапский, судья
- «Гамлет» (реж. Кшиштоф Ясинский, 2012) — Старый актёр
- «Король Лир» (реж. Кшиштоф Ясинский, 2010) — Глостер
- «Бесы» (реж. Кшиштоф Ясинский, 2007) в роли Степана Трофимовича Верховенянского

## Фильмография
- 2015 Король жизни | Król życia (Польша) — сосед
- 2012 Фотография | Photograph, The | Zdjęcie (Венгрия, Германия, Польша) — Казимеж
- 2009 Яношик. Правдивая история | Janosik. Prawdziwa historia (Венгрия, Польша, Словакия, Чехия) — отец Яношика
- 2009 Повторный визит | Rewizyta (Польша) — сослуживец Витольда в архивных кадрах из фильма "Константа"
- 2009 Любовь на подиуме | Miłość na wybiegu (Польша) — отец Юлии
- 2008 Клубничное вино | Wino truskawkowe (Польша, Словакия) — Владислав Залятывуй
- 2005 Человек, ставший Папой Римским | Karol: A Man Who Became Pope | Karol, un uomo diventato Papa (Польша, Италия) — Вильгер Клюгер
- 2005 Влюблённый ангел | Angel in Love | Zakochany Anioł (Польша) — пациент психиатрической больницы
- 2004 Первая любовь | Pierwsza miłość (Польша)
- 2004 Мент | Glina (Польша)
- 2004 Мой Никифор | My Nikifor | Mój Nikifor (Польша) — врач
- 2003 На Общей | Na Wspólnej (Польша)
- 2003 Волна преступности | Fala zbrodni (Польша) — колумбиец
- 1999 Дела Кепских | Świat według Kiepskich (Польша)
- 1995 Дама с камелиями | Dama kameliowa (Польша)
- 1983 Не было солнца этой весной | There Was No Sun That Spring | Nie było słońca tej wiosny (Польша) — офицер
- 1981 Возрождение Польши | Polonia Restituta — Тадеуш Каспжицкий, поручик
- 1980 С течением лет, с течением дней | Z biegiem lat, z biegiem dni… (Польша) — актёр кабаре
- 1980 Константа | Constant Factor, The | Constans (Польша) — Владимир
- 1979 Кинолюбитель | Camera Buff | Amator (Польша) — Петрик
- 1976 «Дагни» | Dagny (Норвегия, Польша) — мужчина на крестинах сына Пшибышевского